# Округ Клалам (Вашингтон)
Клалам (енгл. Clallam County) је округ у америчкој савезној држави Вашингтон.

## Демографија
По попису из 2010. године број становника је 71.404, што је 6.879 (10,7%) становника више него 2000. године.
| Група             | 2000.          | 2010.          |
| Белци             | 56.413 (87,4%) | 60.400 (84,6%) |
| Афроамериканци    | 545 (0,8%)     | 596 (0,8%)     |
| Азијати           | 731 (1,1%)     | 1.007 (1,4%)   |
| Хиспаноамериканци | 2.203 (3,4%)   | 3.627 (5,1%)   |
| Укупно            | 64.525         | 71.404         |